# 독일인의 도피 및 추방 (1944년~1950년)

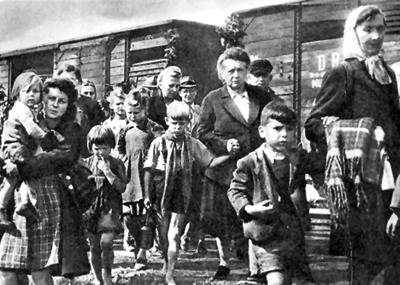
추방되는 독일인들

독일인의 도피 및 추방(독일어: Flucht und Vertreibung Deutscher aus den deutschen Ostgebieten und aus Ostmittel-, Ost- und Südosteuropa)은 제2차 세계 대전 전후에 동유럽 각국에서 민족독일인 등 독일계 시민들을 강제 추방시키고 독일과 오스트리아로 보낸 사건이다. 폴란드 인민공화국, 체코슬로바키아 등 제2차 세계 대전 당시에 나치 독일에 의해 점령된 국가들이나 헝가리 왕국, 루마니아 왕국 등 나치 독일의 동맹국이였지만 후반에 연합국으로 전환된 나라들에게 발생하였고 유고슬라비아 및 발트해 연안 국가에서도 일어났다. 추방된 독일인들은 나치 정권에 협력했다는 이유로 강제 추방된 경우가 많았다.
이 과정은 일차적으로는 전쟁 중에 붉은 군대가 진격하면서 발생한 대규모 피난 및 추방으로 이루어졌고, 전후에 포츠담 회담에서 오데르-나이세 선이 국경으로 정해지고 수복령이 폴란드 영토로 편입됨에 따라 폴란드 정부에 의해 추방당하면서 마무리되었다.

## 같이 보기
- 동방식민운동
- 페이퍼클립 작전
- 빅토르 골란츠